# Jungiaanse psychoanalyse
De jungiaanse psychoanalyse of analytische psychologie is een door Carl Gustav Jung ontwikkelde vorm van psychotherapie. Het lijkt op, maar verschilt wezenlijk van de freudiaanse psychoanalyse. Jung was een vroege en begaafde leerling van Freud maar brak in latere jaren met hem. Aanleiding tot de breuk was een theoretisch meningsverschil over de aard van de psyche en de rol die de seksuele driften hierin spelen. Tegelijkertijd speelden er ook persoonlijke kwesties een rol: Jung ervoer de benadering van Freud als te dogmatisch en te autoritair; in zijn ogen stelde Freud zich niet op als wetenschapper maar meer als een dominante kerkvader.
Na de breuk met Freud ontwikkelde Jung zijn eigen theorieën verder, die hij ter onderscheid van de freudiaanse psychoanalyse analytische psychologie noemde. Zijn theorieën verkregen een geheel uniek karakter, zeer verschillend van Freud. Enkele van Jungs belangrijkste vondsten worden hier op een rij gezet.

## Persoonlijkheidstypen
Een van zijn eerste bijdrages was de leer van de persoonlijkheidstypen. Jung stelt dat er 4 psychologische functies zijn: denken, voelen, gewaarwording en intuïtie. Denken en voelen zijn hierbij de rationele functies, en gewaarworden en intuïtie de irrationele functies. Deze vier functies combineert hij met de 2 fundamentele houdingen introversie en extraversie. Door combinatie van deze 4 functies en 2 houdingen ontstaan dus in totaal 8 mogelijke persoonlijkheidstypen:
1. het extraverte denktype
2. het introverte denktype
3. het extraverte gevoelstype
4. het introverte gevoelstype
5. het extraverte gewaarwordingstype
6. het introverte gewaarwordingstype
7. het extraverte intuïtieve type
8. het introverte intuïtieve type

In zijn boek Psychologische Typen werkt hij deze uit.
Een op Jung gebaseerde typologie wordt nog steeds gebruikt in de zogeheten Myers-Briggs-typering, die een onderscheid maakt in zestien verschillende persoonlijkheidstypen. Tegenwoordig wordt de typologie van Jung niet meer aanvaard door de wetenschappelijke psychologie en is deze vervangen door het meer empirisch onderbouwd model van de 'big five'-persoonlijkheidskenmerken (neuroticisme, extraversie, openheid, vriendelijkheid, consciëntieusheid) die meer nuance toelaten dan het jungiaanse model.

## De structuur van de menselijke psyche
In de jungiaanse psychologie wordt de persoonlijkheid als geheel de psyche genoemd. Alle gedachten, gevoelens en gedragingen, bewust of onbewust, maken daar deel van uit. Volgens Jung is de persoonlijkheid oorspronkelijk een geheel; de mens zal zich er heel zijn leven voor moeten hoeden opdat deze samenhang en harmonie die hij bij geboorte bezit niet desintegreert. Daarbij helpt volgens Jung de psychoanalyse.
I. Het bewustzijn - Wat de mens kent, en uitsluitend kent, is zijn bewustzijn. Het bewustzijn bij het kind groeit elke dag door toepassing van de al beschreven mentale functies van het denken, voelen, de gewaarwording en de intuïtie. Het proces waarbij iemands bewustzijn gedifferentieerd wordt van die van anderen noemt Jung individuatie (zie verder in de tekst).
I.1 Het Ik - Met het Ik bedoelt Jung de organisatie van het bewustzijn, dat uit waarnemingen, herinneringen, gedachten en gevoelens bestaat. Het Ik selecteert daarbij psychisch materiaal uit de ervaringen waarmee het te maken krijgt. Voor een deel wordt dit bepaald door iemands persoonlijkheidstype: zo zal een 'gevoelstype' gemakkelijker emotionele ervaringen tot het bewustzijn toelaten dan een 'denktype'. Door het Ik verkrijgt de persoonlijkheid zijn identiteit.
II. Het persoonlijk onbewuste - De ervaringen die niet tot het bewustzijn worden toegelaten verdwijnen niet uit de psyche, maar worden opgeslagen - zo zegt Jung - in het persoonlijk onbewuste. Ook verdrongen beleefde ervaringen zoals persoonlijke conflicten en angstige gedachten komen hier terecht.
II.1 Complexen - Bepaalde inhouden van het persoonlijk onbewuste kunnen zich verbinden tot complexen. Jung kwam deze complexen op het spoor met woord-associatie-experimenten. Een voorbeeld dat Jung geeft is het moedercomplex, waarbij iemand overdreven gevoelig is voor alles wat met zijn moeder te maken heeft. Complexen kunnen een mens in hun macht houden.
III. Het collectief onbewuste - het is met deze theorie dat Jung zich van Freud onderscheidt, die immers ook al begrippen als bewust, onbewust en verdringing hanteert. De inhouden van het collectief onbewuste noemt hij archetypen, en die worden in het volgende gedeelte besproken.

### Archetypen

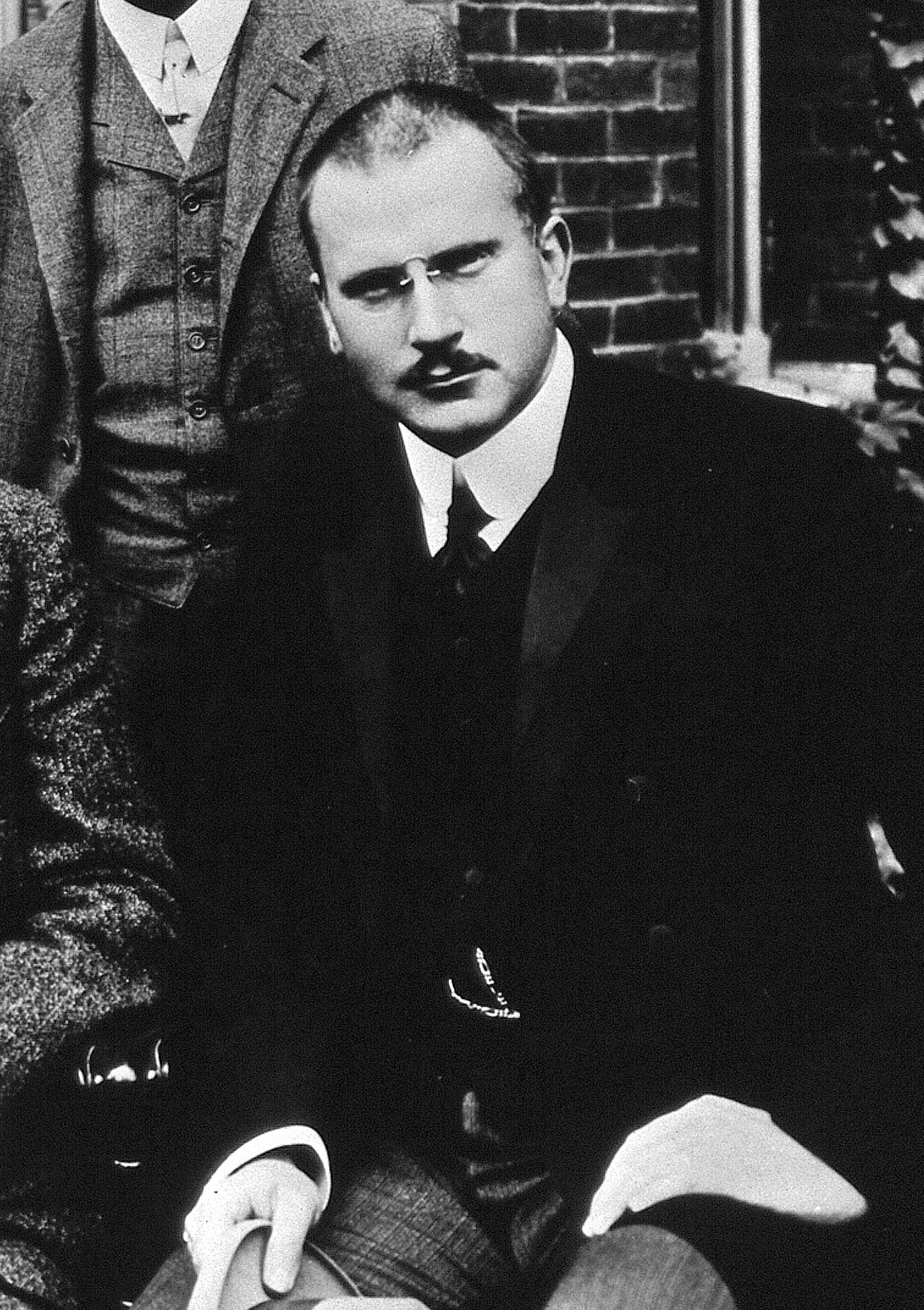
Carl Gustav Jung

De term 'archetypen' gebruikte Jung om als het ware enkele centrale tendensen in de menselijke psyche samen te vatten, overgeërfd onbewust psychisch materiaal dat de hele menselijke soort gemeen heeft. Zij vormen de inhouden van wat hij het 'collectief onbewuste noemde. Jung vindt geenszins dat de inhoud van het collectief onbewuste al vaststaat: net zoals onze hersenen bijvoorbeeld aan evolutie onderhevig zijn, wordt dit collectief onbewuste in de loop van de geschiedenis van de mensheid aangevuld met nieuw materiaal. Deze archetypen beschouwde hij als 'architectonische structuurprincipes' of patronen die aan een soort 'geestelijke evolutie' onderhevig waren.
Dit betekende ook een breuk met Freuds opvattingen, die alleen het bestaan van een persoonlijk gebonden onbewuste postuleerde. Een groot verschil met persoonlijk onbewuste inhouden, is immers dat het persoonlijk onbewuste inhouden bevat die eens bewust zijn geweest en nadien bijvoorbeeld verdrongen zijn. Bij het collectief onbewuste en de archetypen worden deze inhouden nooit bewust en maken zich slechts kenbaar via wereldwijd, niet cultureel gebonden opduikende symbolen in bijvoorbeeld dromen, kunst en alchemie. Zonder dat wij er ons bewust van zijn, bepalen zij ook voor een groot deel ons gedrag en onze denkbeelden. Zo voert Jung 'aangeboren' angst voor slangen en duisternis terug op archetypische ervaringen die in het collectief onbewuste zijn 'opgeslagen'. Het concept van de archetypen is eigenlijk moeilijk te vatten. Jung zelf omschreef ze als 'instincten van de menselijke geest'. De archetypen die het meest ons handelen onbewust bepalen zijn de persona, de anima/animus, de schaduw en het zelf.
1. De Persona. Het beeld dat men de buitenwereld toont, een masker dat men draagt om aanvaard te worden en zich te conformeren.
2. De Schaduw. De 'dierlijke' zijde van de natuur van de mens. Een goed ontwikkelde persona kan deze neigingen onderdrukken. Is ook de bron van de creativiteit en geeft het eigen geslacht weer.
3. Anima/Animus. Het vrouwelijk/mannelijk tegendeel. Is voor mannen te omschrijven als 'de vrouw van binnen', en voor vrouwen als 'de man van binnen'.
4. Het Zelf: het archetype van de orde en de eenheid; verenigt en harmoniseert alle archetypen. Net als de andere archetypen -inhouden van het collectief onbewuste- kan het slechts via dromen e.d. gekend worden.

## Individuatie
De jungiaanse psychoanalyse kenmerkt zich ook door een sterk normatieve component, via de idee van 'individuatie'. Individuatie is het op weg gaan volledig je Zelf te worden (Zelf als psychologisch complex zoals hierboven beschreven), en dat doe je door volledige integratie van alle deelcomplexen in je psyche. Dus, wanneer Persona, Schaduw, Anima/Animus en Zelf en eventuele andere complexen goed met elkaar in contact staan en steeds nader tot elkaar komen, dan ben je op de goede weg.
Dat proces van individuatie is iets waar wij allemaal aan zouden moeten beginnen. Sterker nog, Jung ziet dit als de essentiële en eigenlijk enige weg op weg naar zelfvervulling.
Dit is ook waar Jungs theorieën in duister vaarwater komen: Jung ziet de uitingen van verschillende religies als een middel tot individuatie. Hij verklaart verscheidene alchemistische symbolen en vrijmetselaars-initiatieriten als formaliseringen van de individuatie, en maakt van daaraf al snel een analoge stap voor alle religies. De meest indrukwekkende poging hiertoe is zijn 'Antwoord op Job', waarin hij stelt dat het Godsbeeld (dus niet God zelf, maar slechts het beeld ervan zoals Jung het kende van het Oude Testament) ook een eigen individuatie doormaakt in Zijn relatie tot de Mens.

## Jung vandaag de dag
Vandaag de dag leeft Jungs werk voort als psychoanalytische discipline. In Nederland en België hebben praktiserende analytici zich verenigd in respectievelijk de Nederlandse Associatie voor Analytische Psychologie (NAAP) en in de Belgische school voor Jungiaanse Psychoanalyse (BSJP). De meeste jungiaanse analytici zijn ook psychiater of psycholoog.
Ook buiten het domein van de psychoanalyse, kent Jungs visie nog steeds vele volgelingen. In eerste instantie sloeg zijn theorie het meeste aan in de New Age hoek, vanwege zijn aandacht en respect voor religieuze impulsen. Tarot-leggers, astrologen, waarzeggers, allemaal voelden ze een verwantschap met Jungs werk.